# Gruwel (Adelsgeschlecht)

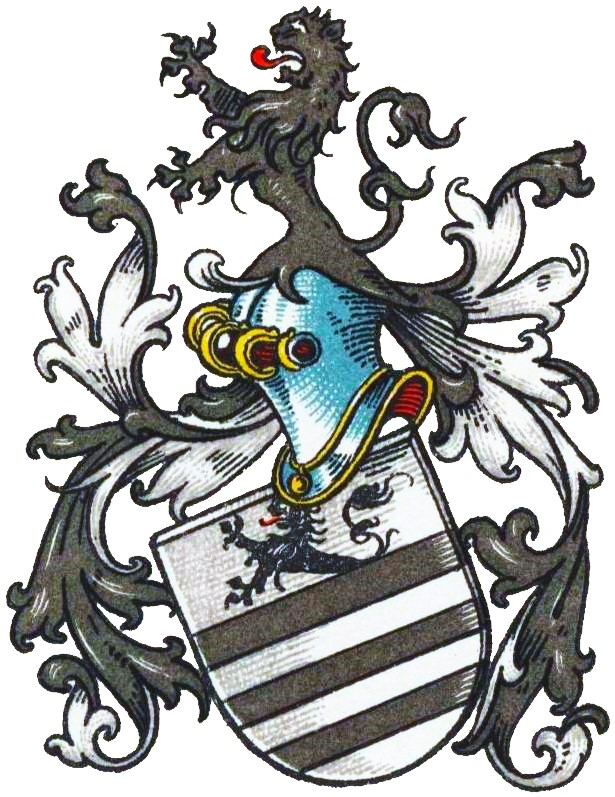
Wappen der Gruwel im Wappenbuch des Westfälischen Adels

Gruwel (auch: Kruwel, Gruell o. ä.) ist der Name eines westfälischen Adelsgeschlechts.

## Geschichte
Das Geschlecht stammt ursprünglich aus der Grafschaft Mark. Sie waren zu Heinghausen im Amt Unna ansässig.
1336 verkaufte Gerhard genannt Gruwel, Sohn und Erbe des verstorbenen Hermann genannt Gruwel seinen außerhalb der Mauern von Essen bei der Altfridquelle gelegenen Garten an seinen Verwandten, den Essener Kanoniker Joachim genannt Vridag. 1349 erscheint Gerhard Gruwel ein weiteres Mal.
1398 vermählte sich Johann Gruwel, Dietrichs Sohn, mit Margarethe von Opherdicke (Greta von Herrike) und ging, nachdem er sein Erbe an Lysa von der Ruhr übertragen hatte, nach Livland. Sein Sohn hieß Johann. Vermutlich derselbe besiegelte 1419 den Verbund der märkischen Ritterschaft. Er übertrug 1430 zusammen mit seiner Schwester Greta, die 1430 mit Evert Hane verheiratet war, den Soenhof zu Opherdicke an Arnt von Herreke. Eine weitere Schwester Elseke heiratete 1469 Wilhelm Lappe. Ihr trugen die Eltern 1458 alle Güter auf. Im gleichen Jahr erscheint noch ein Johann Gruwel.

## Wappen
Blasonierung: In Silber drei schwarze Balken, aus deren obersten ein schwarzer Löwe hervorwächst. Auf Helm mit schwarz-silbernen Helmdecken der schwarze wachsende Löwe.